# Ain't Got Far to Go
Ain't Got Far to Go è un singolo della cantante inglese Jess Glynne, pubblicato nel 2016 ed estratto dal suo album d'esordio I Cry When I Laugh.

## Descrizione
Il brano è stato scritto da Jessica Glynne, Knox Brown, Jin Jin & Starsmith, quest'ultimi anche produttori del brano. La cantautrice in un'intervista per la rivista britannica The Fader, racconta che Ain't Got Far to Go è la sua canzone preferita dell'album: 
"È stata la prima canzone che ho scritto con Knox Brown, è speciale. Abbiamo creato la spina dorsale dell'album e ne abbiamo trovato l'anima. Il brano tratta del tema di non arrendersi mai e di credere in se stessi, di non lasciare che la gente si metta in mezzo a ciò che si vuole fare. Non potrebbe essere più rilevante per la mia vita in questo momento".

## Tracce
- Download digitale

1. Ain't Got Far to Go – 3:39

## Classifiche
| Classifica (2015) | Posizione massima |
| ----------------- | ----------------- |
| Belgio (Fiandre)  | 36                |
| Paesi Bassi       | 7                 |
| Regno Unito       | 45                |
| Ungheria          | 11                |